# Toruńskie Zakłady Przemysłu Nieorganicznego Polchem
Polchem (pełna nazwa: Toruńskie Zakłady Przemysłu Nieorganicznego Polchem, wcześniej: Belgijsko-Polskie Zakłady Chemiczne, Toruńskie Zakłady Nawozów Fosforowych, Toruńskie Zakłady Przemysłu Nieorganicznego) – przedsiębiorstwo chemiczne z siedzibą w Toruniu działające w latach 1932–2003. Zakład położony był w zachodniej części miasta na Bydgoskim Przedmieściu przy ulicy Szosa Bydgoska 94/106.

## Historia
Zakład został otwarty jesienią 1932 roku jako spółka Belgijsko-Polskie Zakłady Chemiczne. Produkował kwas siarkowy, oleum i nawozy fosforowe. Początkowo zatrudniał 50 osób. Podczas II wojny światowej zakład był nadzorowany przez okupacyjne władze niemieckie. W 1945 roku wycofujące się wojska niemieckie planowany zniszczyć fabrykę, jednak plany te pokrzyżowali pracownicy fabryki dowodzeni przez inżyniera Edwarda Schneidera. Mimo to zakład został uszkodzony podczas walk z wojskami sowieckimi.
W okresie komunistycznym znacjonalizowany zakład nosił nazwę Toruńskie Zakłady Nawozów Fosforowych, a od 1967 Toruńskie Zakłady Przemysłu Nieorganicznego. Uchodził on za zakład odpowiedzialny za silne zanieczyszczenie środowiska w mieście. Na przestrzeni lat zakład rozbudowywano i modernizowano, choć część produkcji odbywała się w obiektach zbudowanych jeszcze przed II wojną światową. Przedsiębiorstwo posiadało swój ośrodek wypoczynkowy dla pracowników i ich rodzin, który znajdował się w Kalborni w gminie Dąbrówno.
W 2003 roku ogłoszono upadłość przedsiębiorstwa. Budynki zakładu oraz przylegająca do nich infrastruktura zostały rozebrane. W 2002 roku grupa pracowników stworzyła spółkę Polchem Sp. z o.o., która zajmowała się produkcją wodorosiarczanu sodu.